# Erigeron petiolaris
Erigeron petiolaris là một loài thực vật có hoa trong họ Cúc. Loài này được Vierh. mô tả khoa học đầu tiên năm 1906.